# ملقاوات
الملقاوات (الاسم العلمي: Ancylostomatinae) هي أسرة من الحيوانات تتبع الفصيلة الملقوات من رتبة الأسطونيات.

## أجناس الملقاوات
- الشصية
- الملقوة
- الفتاكة